# Csilla Freifrau von Boeselager

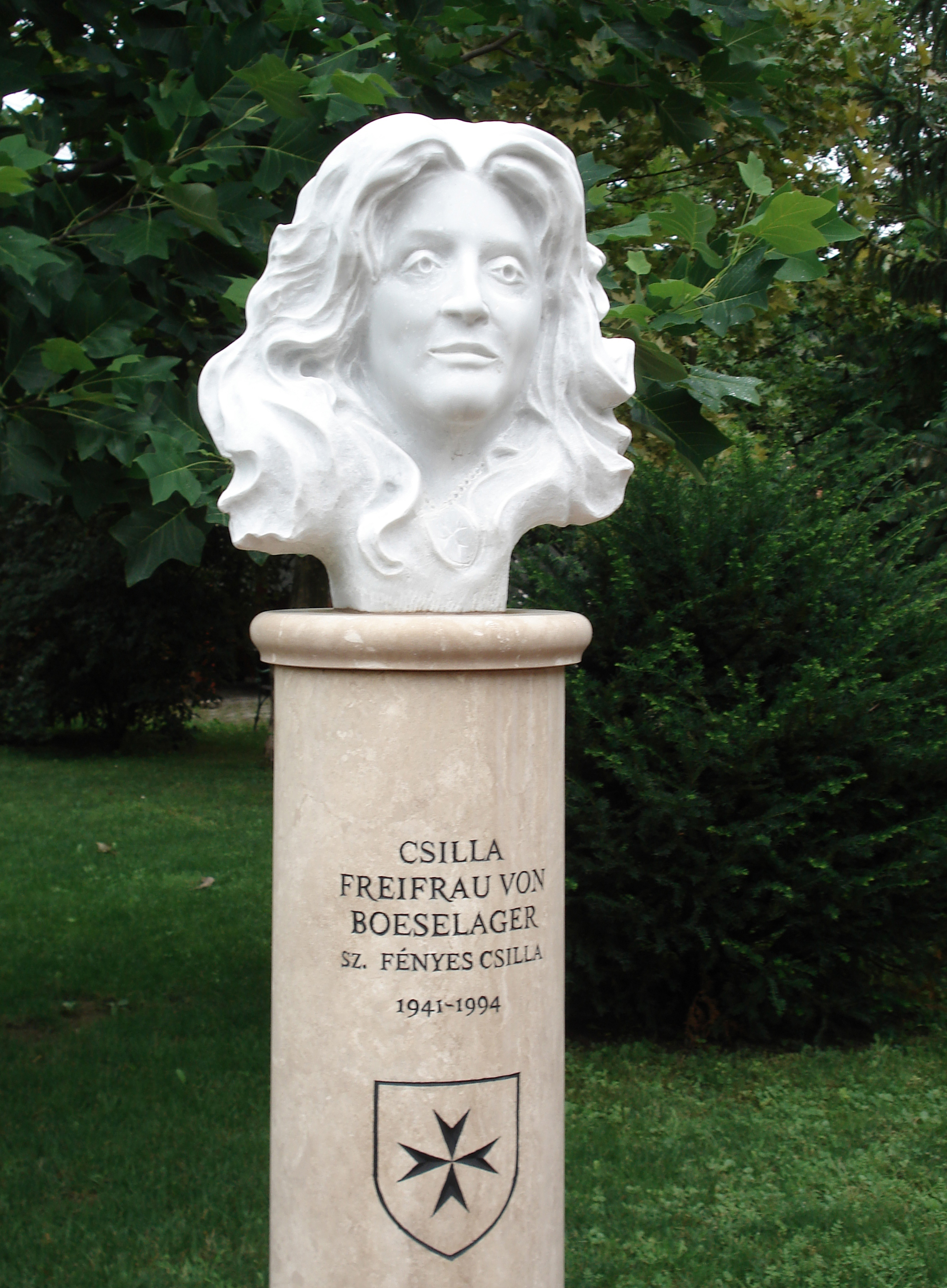
Denkmal Csilla Freifrau von Boeselager in Miskolc

Csilla Külly Freifrau von Boeselager (* 17. Mai 1941 in Budapest; † 23. Februar 1994 in Arnsberg-Voßwinkel) war Gründerin und Vorsitzende des ungarischen Malteser-Caritas-Dienstes (UMCD), Mitbegründerin des Magyar Máltai Szeretet Szolgálat (MMSz) und Dame des Malteserordens.

## Leben
Csilla Freifrau von Boeselager, geborene Csilla Fényes von Dengelegh, war die Ehefrau von Wolfhard Freiherr von Boeselager. Ihr Vater war der Ingenieur Iván Fényes von Dengelegh, und ihre Mutter war Marianne Zboray von Zboró. In Budapest geboren, floh sie 1945 nach Bayern und zwei Jahre später nach Venezuela, wo sie ihre Kindheit und Jugend verbrachte sowie zehn Jahre eine Franziskanerinnenschule besuchte. Sie reiste als Stipendiatin in die Vereinigten Staaten und studierte bis 1961 Chemie am Vassar College in Poughkeepsie. Während des Studiums lernte sie Dela von Boeselager sowie deren Vetter Wolfhard von Boeselager, die in New York studierten, kennen. Nach dem Abschluss war sie bei der American Cyanamid Co. angestellt. Danach kehrte sie nach Europa zurück und war als leitende Angestellte, zuletzt Marketingmanagerin, bei der Farbwerke Hoechst AG in Frankfurt-Höchst tätig. Im Jahr 1973 heiratete sie Wolfhard von Boeselager. Aus dieser Ehe gingen die Töchter Ildikó und Ilona hervor. Sie wurde Geschäftsführerin der eigenen Touristikunternehmung.
Seit 1982 war sie ein aktives Mitglied des Malteser Hilfsdienstes. 1987 begann sie Spenden für Ungarn zu sammeln und sandte erste Hilfslieferungen. Nachdem die ungarische Regierung zugestimmt hatte, erfolgte auf Freifrau von Boeselagers Initiative hin am 4. Februar 1989 die Gründung des Magyar Máltai Szeretetszolgálat in Budapest, als Pendant des am 14. Dezember 1988 ins Leben gerufenen Ungarischen Malteser Caritas-Dienstes e.V. in Deutschland, dessen erste Vorsitzende Freifrau von Boeselager war. Durch ihre Intervention bei der ungarischen Regierung wurde Seelsorgern wieder offiziell das Wirken in Krankenhäusern ermöglicht.
Im Sommer 1989 organisierte sie spontan mit den beiden neuen Diensten die Nothilfe-Versorgung und Unterbringung von über 30.000 Flüchtlingen aus der DDR u. a. in Budapest und Prag. Sie wurde zum Schnittpunkt zwischen internationalen Medien, den DDR-Flüchtlingen, der deutschen Botschaft und der ungarischen Politik, indem sie die Menschen beruhigte, die Weltpresse informierte, Gespräche hinter den diplomatischen Kulissen führte und so zur friedlichen Öffnung des Eisernen Vorhangs beitrug. Sie dolmetschte in Budapest den Flüchtlingen die  Worte des ungarischen Außenministers Gyula Horn „Die Bürger der DDR dürfen aus Ungarn nach Westen ausreisen“. Nach diesem Einsatz wurde ihr in den Medien der Beiname „Engel von Budapest“ gegeben. Im Jahr 1989 wurde sie deutsche Staatsbürgerin.
Die von Csilla Freifrau von Boeselager initiierte Hilfe trug zum friedlichen Wandel in Ungarn und im Ostblock bei. Auf Grund der unermüdlichen Sammlung von Spendengütern gelang es Csilla Freifrau von Boeselager zu Spitzenzeiten, täglich einen LKW nach Osteuropa zu senden, was ihr den Beinamen „Bester Bettler Europas“ einbrachte.
Die Mutter zweier Töchter und eines Pflegesohnes (Raphael von Hoensbroech) starb im Februar 1994 an den Folgen einer langjährigen Geschwulsterkrankung. Die Beisetzung fand in der Grabkapelle St. Benediktus auf Schloss Höllinghofen statt.

## Csilla-von-Boeselager-Stiftung Osteuropahilfe
Aus ihrem Verein wurde nach ihrem Tod die „Csilla-von-Boeselager-Stiftung Osteuropahilfe e.V.“ (Mitglied im Paritätischen Wohlfahrtsverband).
Im Vordergrund steht die Nothilfe für Menschen in Mitteleuropa, aber auch für jene Länder, die noch nicht in der Europäischen Union sind.
Der 1991 durch Csilla von Boeselager in Arnsberg-Voßwinkel gegründete Stiftungsverein hat über 300 Mitglieder. In privater, ehrenamtlicher und unabhängiger Arbeit unterstützen sie in Mitteleuropa meist kleinere nicht-staatliche Initiativen beim Aufbau und bei der Weiterführung sozialer und karitativer Hilfe. Aktive Mitglieder unterhalten als Paten für bestimmte Projekte, Orte oder Regionen zusammen mit Freunden und Helfern enge Beziehungen und Patenschaften zu Personen und Gruppen vor
Ort.
Der Stiftungsverein wurde bis 2007 von Csilla von Boeselagers Ehemann Wolfhard von Boeselager, ihren Kindern und Freunden auf ehrenamtlicher Basis weitergeführt. Seit 2007 ist Wolfhard Freiherr von Boeselager Ehrenvorsitzender und im Beirat der Stiftung. Der neue, ehrenamtliche Vorstand besteht aus Raphael von Hoensbroech (Vorsitzender), Ildiko von Ketteler-Boeselager (stellv. Vorsitzende), Michael von Boeselager (Schatzmeister), Ilona von Boeselager (Öffentlichkeitsarbeit), Christina von Hoensbroech (Mitglieder und Spender) und Georg von Eichendorff-Strachwitz (Projekte und Paten).

## Gedenken
1994 wurde in Páty im Komitat Pest eine Straße nach Csilla Freifrau von Boeselager benannt, ebenso im Jahr 2008 im Arnsberger Ortsteil Voßwinkel. Auch im Paderborner Stadtteil  Schloß Neuhaus gibt es eine solche Straße. In Páty wurde 1994 und 2011 in Miskolc ein Denkmal errichtet.
Im Jahr 1996 erfolgte die feierliche Inbetriebnahme des „Csilla-von-Boeselager-Hauses“ in Miskolc. Zu diesem Anlass kam Wolfhard von Boeselager mit der zweiten Ehefrau Katalin Pitti von Boeselager, die das Ave Maria von „Bach/Gounod“ sang.

## Ehrungen und Auszeichnungen
- 1981 Verdienstkreuz des Verdienstordens Pro Merito Melitensi des Souveränen Malteserordens
- 1989 Bundesverdienstkreuz am Bande
- 1989 Verdienstkreuz Pro Merito Melitensi mit Krone des Souveränen Malteserordens
- 1989 Ehrenmedaille der Stadt Paris
- 1990 Konrad-Adenauer-Medaille in Silber
- 1990 Ehrenplakette der Stadt Arnsberg
- 1990 Ehrenmedaille der Stadt Straßburg
- 1991 Erste Preisträgerin des Preis Frauen Europas - Deutschland
- 1991 Verdienstkreuz der Republik Ungarn
- 1992 St.-Liborius-Medaille für Einheit und Frieden in Europa des Erzbistum Paderborn
- 1992 Europäischer Preis für Menschenrechte
- 2024 FrauenOrte NRW Tafel in Arnsberg